# Рахімов Бекташ Рахімович
Бекташ Рахімович Рахімов (23 лютого 1924, кишлак Янгиарик, тепер Нарпайського району Самаркандської області, Узбекистан — 5 січня 2009, місто Ташкент, Узбекистан) — радянський державний діяч, 1-й секретар Хорезмського, Андижанського і Самаркандського обкомів КП Узбекистану, заступник голови Ради міністрів Узбецької РСР. Кандидат у члени ЦК КПРС у 1976—1986 роках. Депутат Верховної ради Узбецької РСР. Депутат Верховної Ради СРСР 7—10-го скликань. Депутат Олій Мажліса Узбекистану (1995—1999). Герой Соціалістичної Праці (10.12.1973). Кандидат економічних наук (1969).

## Життєпис
Народився в багатодітній селянській родині. Батьки рано померли. Закінчив початкову школу в кишлаку Арабхона і Мірбазарську школу-інтернат для круглих сиріт.
У 1941—1942 роках — вчитель початкової школи в Нарпайському районі Самаркандської області Узбецької РСР.
З лютого 1942 по 1945 рік служив у Червоній армії, учасник німецько-радянської війни.
Член ВКП(б) з 1944 року.
У 1945 році — курсант Курсів перепідготовки політичного складу в Москві.
У 1945—1947 роках — завідувач початкової школи в Нарпайському районі Самаркандської області. У 1947—1948 роках — інспектор Нарпайського районного відділу народної освіти Самаркандської області.
У 1948—1950 роках — заступник голови виконавчого комітету, голова виконавчого комітету Нарпайської районної ради депутатів трудящих Самаркандської області.
У 1950—1952 роках — слухач Партійної школи при ЦК КП(б) Узбекистану.
У 1952—1960 роках — викладач і секретар партійного комітету Вищої партійної школи при ЦК КП Узбекистану.
У 1953 році екстерном закінчив Ташкентський державний університет.
У 1960—1961 роках — відповідальний організатор ЦК КП Узбекистану.
У 1961 році — 1-й секретар Нарпайського районного комітету КП Узбекистану Самаркандської області. У 1961—1962 роках — 1-й секретар Катта-Курганського районного комітету КП Узбекистану Самаркандської області.
У грудні 1962 — 12 лютого 1968 року — 1-й секретар Хорезмського обласного комітету КП Узбекистану.
22 січня 1968 — 6 грудня 1974 року — 1-й секретар Андижанського обласного комітету КП Узбекистану.
Указом Президії Верховної Ради СРСР від 10 грудня 1973 року за великі успіхи, досягнуті у Всесоюзному соціалістичному змаганні, і виявлену трудову доблесть у виконанні прийнятих зобов'язань із збільшення виробництва і продажу державі бавовни, зерна та інших продуктів землеробства в 1973 році Рахімову Бекташу Рахімовичу присвоєно звання Героя Соціалістичної Праці з врученням ордена Леніна і золотої медалі «Серп і Молот».
27 листопада 1974 — 23 лютого 1982 року — 1-й секретар Самаркандського обласного комітету КП Узбекистану.
23 лютого 1982 — 29 вересня 1985 року — заступник голови Ради міністрів Узбецької РСР, відповідав за розвиток агропромислового комплексу республіки.
З вересня 1985 року — персональний пенсіонер союзного значення в Ташкенті.
Був фігурантом так званої «узбецької бавовняної справи». 5 грудня 1988 року заарештований, провів під вартою дев'ять місяців, після чого звільнений і повністю виправданий.
Проживав у Ташкенті. До 2006 року був головою Спілки товариств ветеранів Узбекистану «Нуроній».
Помер 5 січня 2009 року. Похований в Ташкенті.

## Нагороди
- Герой Соціалістичної Праці (10.12.1973)
- три ордени Леніна (14.12.1972, 10.12.1973, 25.12.1976)
- орден Жовтневої Революції (27.08.1971)
- орден Вітчизняної війни ІІ ст. (11.03.1985)
- два ордени Трудового Червоного Прапора (1.03.1965, 4.03.1980)
- орден «Знак Пошани» (11.01.1957)
- медалі
- Указом Президії Верховної Ради СРСР від 14 листопада 1988 року за вчинення дій, що порочать його як нагородженого Рахімов Бекташ Рахімович був позбавлений звання Героя Соціалістичної Праці і нагород.
- Указом Президента СРСР від 16 липня 1991 року указ про позбавлення звання Героя Соціалістичної Праці і нагород Рахімова Бекташа Рахімовича був скасований у зв'язку з необгрунтованим позбавленням його нагород.